# Schoepfia californica
Schoepfia californica là một loài thực vật có hoa trong họ Schoepfiaceae. Loài này được Brandegee miêu tả khoa học đầu tiên năm 1889.